# 钛酸铯
钛酸铯是一种无机化合物，化学式为Cs2TiO3。钛酸铯像大部分其他无机钛酸盐一样，采用具有Cs-O和Ti-O键的聚合结构。
其他钛酸铯包括Cs2Ti5O11、Cs2Ti6O13，以及水合物Cs2Ti5O11•1.5H2O。